# Maria Linley
Maria Linley (10 de octubre de 1763 – 5 de septiembre de 1784) fue una cantante británica. La tercera hija de Thomas Linley. 

## Biografía
Maria Linley nació el 10 de octubre de 1763 y fue bautizada dos meses después, el 10 de diciembre, en Bath. Fue entrenada como cantante por su padre Thomas Linley (una de los siete hermanos musicales nacidos de él y su esposa Mary Johnson). Actuó en los oratorios de Drury Lane y en conciertos, poseyendo una voz similar a la de otros miembros de la familia. A medida que maduraba, su comportamiento cambió, se volvió incómoda y «excéntrica», lo que provocó discusiones con su padre, y se fue de casa para quedarse con su hermana mayor, Mary. Infeliz por tener que dormir en un pequeño ático, dejó la casa de su hermana y se mudó con una amiga con quien compartía cama.
Cuando tenía veinte años, en 1784, se fue a vivir a la casa de sus abuelos en Bath, pero se puso muy enferma poco después de su llegada. María murió el 5 de septiembre de 1784 de una «fiebre cerebral». Su lugar de entierro está en Walcot, Bath.
También fue retratada por el artista británico Samuel Shelley como Santa Cecilia, patrona de los músicos.